# Sowjetische Badmintonmeisterschaft 1965
Die Sowjetische Badmintonmeisterschaft 1965 fand im September 1965 in Moskau statt. Es war die dritte Austragung der nationalen Titelkämpfe der UdSSR im Badminton. In den Doppeldisziplinen gab es erstmals Gold für ukrainische Starter. Das Herrendoppel wurde von den für Charkiw Startenden Wladimir Lifschiz und Juri Jermolajew gewonnen, das Damendoppel von Agneta Karzub und Olimpiada Martschewa aus Lwiw. Die beiden Einzelmeister starteten für Krasnoarmeisk bei Moskau, wechselten jedoch später auch in die Ukraine. Silber sowie Bronze gewannen weitere ukrainischen Paare. Boris Barshakh und Eleonora Kornienko aus Dnepropetrowsk erkämpften sich Silber im Mixed, Valentina Lytvynenko und Nina Kosyak aus Kiew Bronze im Damendoppel.

## Sieger
| Disziplin    | Sieger                               |
| ------------ | ------------------------------------ |
| Herreneinzel | Konstantin Vavilov                   |
| Dameneinzel  | Tatyana Novikova                     |
| Herrendoppel | Vladimir Livshitz Juri Yermolayev    |
| Damendoppel  | Agneta Karzub Olympiada Marcheva     |
| Mixed        | Nikolai Nikitin Serafima Smyshlayeva |